# Ko pokliče tujec
Ko pokliče tujec (izviren angleški naslov: When a stranger calls) je ameriška grozljivka iz leta 2006, delo filmskega režiserja Simona Westa in scenarista Jaka Wade Walla. V njem igrajo  Camilla Belle, Brian Geraghty, Katie Cassidy in Clark Gregg. Camilla Belle igra varuško, ki začne prejemati srhljive telefonske klice neznanca, katerega sta igrala Tommy Flanagan in Lance Henriksen. Film je remake na Fred Waltonov istoimenski film iz leta 1978, ki je postal kultna klasika zaradi svojih uvodnih 20 minut. 
Film je bil izdan 3. februarja 2006 in je prejel pretežno negativne odzive kritik. Film je zaslužil več kot 66.9 milijona $ po vsem svetu, s proračunom 15. milijonov $. Prav tako je zaslužil 13,276,661 $ s prodajo DVD-jev.

## Vsebina
Na robu mesta so varuška in otroci katere je čuvala, brutalno umorjeni. Policija je izvedla, da jih je morilec z golimi rokami raztrgal na koščke. Film se nato osredotoči na najstnico Jill Johnson (Camilla Belle), ki se sooča z najstniško krizo, saj jo je njen fant Bobby (Brian Geraghty) varal z njeno najboljšo prijateljico Tiffany (Katie Cassidy). Ker je bila več kot 800 minut na svojem telefonu, jo njen oče Ben (Clark Gregg) prisili, da gre za varuško k bogati družini in odplača svoj dolg. Zaradi tega, bo Jill zamudila šolsko zabavo, katere se bo udeležila njena druga najboljša prijateljica Scarlett (Tessa Thompson). Jill prispe na dom Mandriksov, ki imajo rastlinjak zgrajen sredi hiše. Starša (Derek de Lint and Kate Jennings Grant) ji razkažeta hišo in ji povesta, da tu živi tudi hišna pomočnica Rosa (Rosine Ace Hatem). Gospa Mandrakis, ji nato da še njihove telefonske številke in ji pove, da se vrneta do polnoči. Ko vidi, da otroka (Arthur Young and Madeline Carroll) spita, začne Jill prejemati anonimne telefonske klice.
Tiffany jo obišče, vendar jo Jill, ker se boji, da bo s tem prišla v težave, prosi da odide. Zaradi nevihte se veje z dreves zlomijo in padejo na dvorišče. Ko jih Tiffany poskuša odstraniti jo napade neznana podoba. Klici se nadaljujejo in vsak povzroča Jill občutek, da jo nekdo opazuje. Jill pokliče policijo, ki ji pove, da lahko izsledijo klic, če ga bo na liniji zadržala dlje kot minuto. Medtem, ko čaka na klic, Jill opazi luč v hiši za goste, toda ko pride tja ne najde nikogar. Ko vidi, da nekdo prižgi luč v glavni hiši, hitro steče nazaj. Takrat spet zazvoni telefon in Jill ga zadrži na liniji dlje kot minuto, da ga lahko izsledi policija. Ko Jill odpre vrata pomočničine sobe, telefon spet zazvoni. Jill vpraša ''Kaj hočeš ?!'', on pa odgovori ''Tvojo kri.....povsod po meni''. Jill takrat odloži, vendar takrat pokliče policija, da klic prihaja iz hiše. Takrat Jill sliši zvonjenje telefona v kopalnici. Tam najde mrtvo Tiffany s telefonom v roki.
Ko Jill zbere otroka k sebi, opazi neznanca, ki jo opazuje iz zgornjega nadstropja. Jill in otroka zbežijo v rastlinjak, kjer Jill najde Roso mrtvo, ko napadalec vdre noter. Jill z otroki hitro pobegne in napadalca zaklene v rastlinjak, vendar on najde drugo pot ven in jo napade. Med pretepom Jill opeče neznanca na peči in ga zabode z železno palico, preden pobegne ven v naročje policije. 
Ranjenega neznanca aretirajo in njegov obraz razkrije lunina svetloba. Jill se zbudi v bolnišnici z zvonečim telefonom. Jill pusti telefon pri miru, ko kamera pokaže odsev ogledala, kjer se vidi neznanca, ki zgrabi Jill. Slednja se nato zbudi iz prividov v bolnišnici. Film se konča, ko jo iz histerije poskušajo pomiriti zdravniki in njen oče, medtem ko se zaslon očrni in film konča.

## Igralci
- Camilla Belle kot Jill Johnson
- Brian Geraghty kot Bobby
- Katie Cassidy kot Tiffany Madison
- Tommy Flanagan kot tujec
- Lance Henriksen kot tujec (glas)
- David Denman kot policist Burroughs
- Derek de Lint kot dr. Mandrakis
- Kate Jennings Grant kot Kelly Mandrakis
- Tessa Thompson kot Scarlett
- Madeline Carroll kot Allison Mandrakis
- Clark Gregg kot Ben Johnson
- Arthur Young kot Will Mandrakis
- Steve Eastin kot detektiv Hines
- John Bobek kot policist Lewis
- Dianna Agron kot navijačica
- Rosine Ace Hatem kot Rosa Ramirez, hišna gospodinja
- Brad Surosky kot Boom Boom
- Karina Logue kot trener
- Escher Holloway kot Cody
- Owen Smith kot policist
- Lillie West kot Stacy (glas)